# Ford GT40 Mk IV
La Ford GT40 Mk IV  est une voiture de sport fabriquée entre 1967 et 1969 par le constructeur américain Ford sur la base de son modèle de course GT40. Seuls dix exemplaires ont été construits . Contrairement aux générations précédentes qui utilisaient des monocoques en acier, celle-ci est dotée d'une monocoque en aluminium pour alléger le poids de la voiture.

## Histoire en compétition
Un exemplaire de la GT40 Mk IV (pilotée par Dan Gurney et A.J. Foyt)  a remporté les 24 Heures du Mans 1967 . 
Le tout dernier exemplaire de la GT40 Mk IV fut proposée aux enchères par Gooding and Co.